# Kavalierhaus (Weißenfels Marienstraße 10)

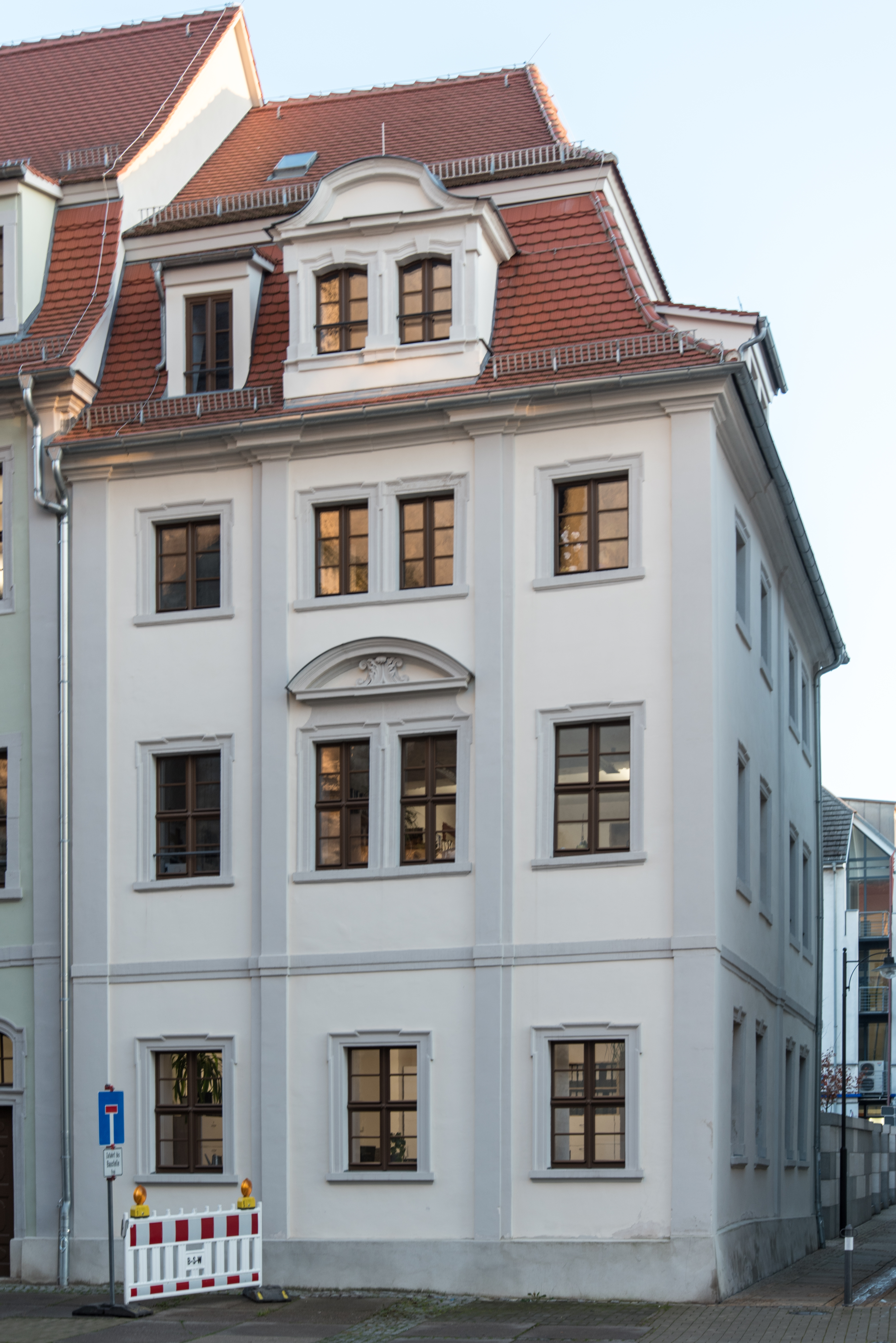
Kavaliershaus Marienstraße 10

Das Kavaliershaus ist ein denkmalgeschütztes Gebäude in der Stadt Weißenfels in Sachsen-Anhalt. Im örtlichen Denkmalverzeichnis ist das Gebäude unter der Erfassungsnummer 094 00636 als Baudenkmal verzeichnet.

## Geschichte
Das Kavaliershaus unter der Adresse Marienstraße 10 in Weißenfels wurde 1718 von Johann Christoph Schütze als Diakonshaus erbaut. Dem Bau des Gebäudes ging ein Stadtbrand im Jahr 1715 voraus, der auch das Rathaus und St.-Marien-Kirche sowie die Marienstraße zerstörte. Nach dem Wiederaufbau des Rathauses und der Kirche machte man sich auch in der Marienstraße an die Arbeit.